# Emanuel Larsen
Carl Frederik Emanuel Larsen, född 15 september 1823 i Köpenhamn, död 24 september 1859 i samma stad, var en dansk marinmålare. 

## Verk i urval

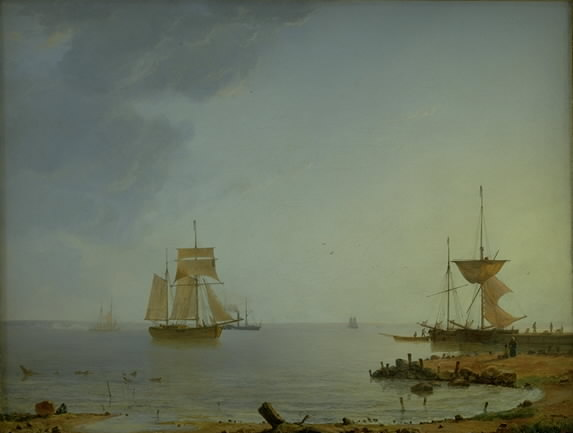
Skibe ved Sjællands kyst Morgen (1845).
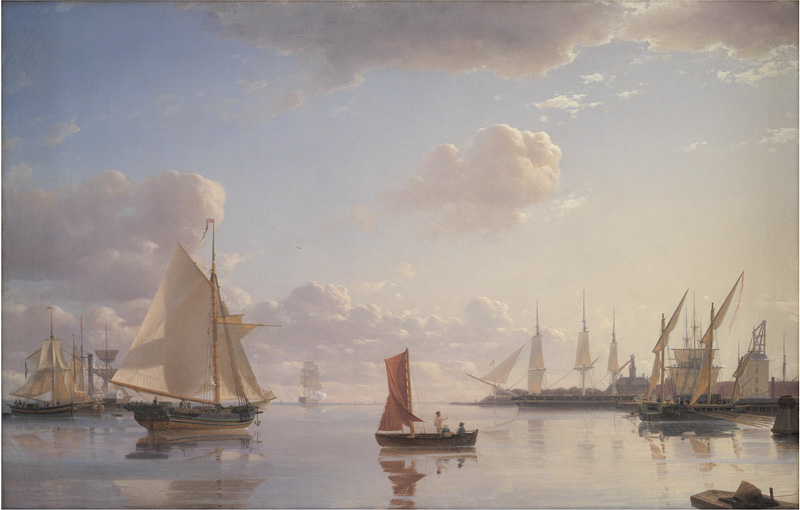
Udsigt fra Langelinie mod Nyholm med Mastekranen Morgenbelysning (1850).
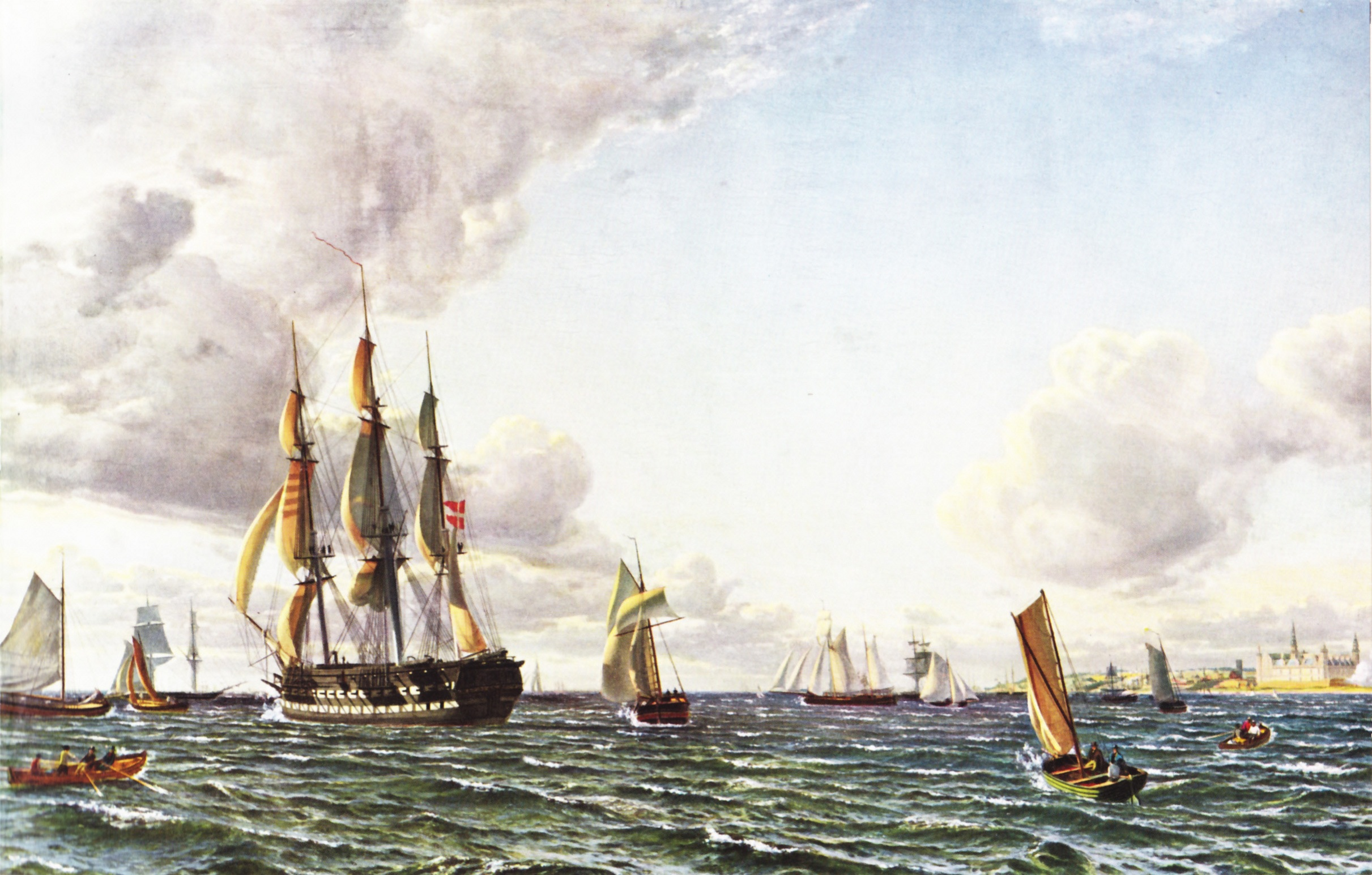
Linieskibet "Valdemar" krydser Sundet ind for en frisk bramsejlskuling (1856).
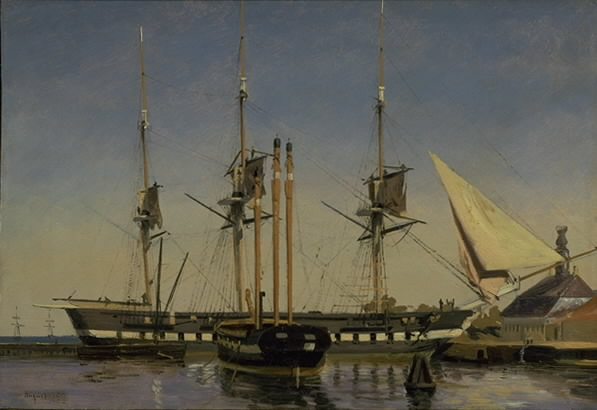
Fregatten "Niels Juel" ved hovedvagten på Nyholm (1857).